# Сименсы
Сименс (нем. von Siemens) — дворянский род, семья инженеров и предпринимателей, учредителей и сегодняшних крупнейших акционеров Siemens AG. По данным Ханделсблат (Handelsblatt), семья обладает состоянием более 8 миллиардов евро, что делает их пятой богатейшей семьей в Германии.
Потомство Вернера фон Сименс, которому в 1888 году кайзер Вильгельм даровал дворянский титул, оценив тем самым не только его изобретательский талант, но и активную социальную позицию.
Его брат, Карл Вильгельм (1823—1883) — немецкий и британский инженер и промышленник, рыцарь Британской империи (1883).
Третий брат, Фридрих Август (нем. Friedrich Siemens‎; 1826—1904) — исследователь в области плавильного производства.
Четвёртый брат, Карл Генрих (1829—1906) — в 1853 году в связи с крупным заказом от российского правительства на строительство телеграфных линий приехал в Россию, принял российское подданство. В 1895 году жалован дипломом в подтверждение потомственного дворянского достоинства.

## История

### Происхождение
Семейство Сименс впервые было зарегистрировано в 1384 году Хеннинг Саймонсом, фермером Свободного имперского города Гослар в Нижней Саксонии, Германия. Генеалогическое древо начинается с Ананиас Сименс(1538-1591), гражданина, пивовара и владельца нефтяного завода в Госларе, принадлежащей Гильдии сапожников, поскольку его предки были сапожниками.
Его внук Ханс (1628-94), оратор Гильдии торговцев и командующий комитетом по бдительности города, построил дом Сименсов в Госларе в 1692. Он по-прежнему принадлежит семье и располагает их частными архивами и выставкой по семейной истории , Семья Сименсов предоставила многочисленных членов Госларскому городскому совету, также четыре мэра, последним из которых был Иоганн Георг (1748-1807). 

### Развитие
Самые важные ветви семьи Гослар (есть и другие семьи с одинаковой фамилией в Северной Германии) возвращаются к фермеру Кристиану Фердинанду Сименсу (1787-1840). Его сыновья Вернер Сименс (с 1888 года по версии Сименс), (Карл) Вильгельм Сименс (известный как сэр Уильям Сименс), Ханс Сименс, Фридрих Сименс и Карл (Генрих) фон Сименс стали инженерами и предпринимателями.
Вернер Сименс, бывший артиллерийский и инженерный офицер в прусской армии, изобрел телеграф, с помощью иглы, чтобы указать на правильную букву, вместо использования кода Морзе. Основываясь на этом изобретении, он основал компанию Telegraphen-Bauanstalt von Siemens & Halske 1 октября 1847 года.
Его бизнес-партнер Йоханн Георг Хальске, мастер-механик, был особенно вовлечен в строительство и проектирование электрооборудования, такого как пресса, который позволил изолировать провода с помощью бесшовного пальто гуттаперчей, указательного телеграфа, морского телеграфа и измерительных приборов.Компания была интернационализирована вскоре после ее основания. Один брат Вернера представлял его в Англии (сэр Уильям Сименс), а другой в Санкт-Петербурге, Россия (Carl von Siemens), каждый заслуживающий признания. В 1867 году г-н Хальске ушел из компании, потому что его более консервативные взгляды на политику компании расходились с теми, кто был довольно духовно настроен.
В 1848 году компания построила первую в Европе телеграфирующую линию; 500 км от Берлина до Франкфурта-на-Майне. В 1850-х годах компания была вовлечена в создание междугородных телеграфных сетей в России. В 1867 году Siemens завершила монументальную индоевропейскую (Калькутта в Лондон) телеграфную линию, а в 1870 году трансатлантический кабель связи. В 1857 году Вернер фон Сименс описал противоточный обмен и в 1867 году динамо без постоянных магнитов.
В 1888 году Вернер Сименс получил наследственное облагораживание, как фон Сименс, немецким императором Фридрихом III. Его брат Уильям был посвящен в рыцари - стал сэром Уильямом - королевой Викторией за несколько месяцев до своей смерти в 1883 году. Брат Карл в Санкт-Петербурге был облагорожен царем Николаем II в 1895 году. Кузен Веннера и его тесть Карл Георг Сименс (1809-1885), профессор технологии в Университете Хоэнхайма, получил личное обладание королем Вюртемберга. Племянник Вернера Георг, соучредитель Deutsche Bank, был облагорожен Вильгельмом II, немецким императором, в 1899 году.
Siemens & Halske (S & H) был зарегистрирован в 1897 году, а затем объединил части своей деятельности с Schuckert & Co., Нюрнберг в 1903 году, чтобы стать Siemens-Schuckert. В 1919 году S & H и две другие компании совместно создали компанию Osram lightbulb. В 1920-х и 1930-х годах S & H начал производство радиоприемников, телевизоров и электронных микроскопов. В 1932 году компания Reiniger, Gebbert & Schall (Erlangen), Phönix AG (Rudolstadt) и Siemens-Reiniger-Veifa mbH (Берлин) объединилась для создания Siemens-Reiniger-Werke AG (SRW),  производителя медицинской техники, и третьего так называемые материнские компании, которые Ernst von Siemens решил в 1966 году объединить, чтобы сформировать современный Siemens AG, который является одной из крупнейших электротехнологических фирм в мире. Компания на всех стадиях от Siemens & Halske AG, Siemens-Schuckertwerke AG и Siemens-Reiniger-Werke AG до своего слияния с Siemens AG в 1966 году всегда возглавлялась последующими поколениями семьи основателей, сначала братом Вернера Карл, потом сыновья Вернера Арнольда, Вильгельма и Карла Фридриха, позже его внуки Херманн и Эрнст, а до 1981 года его правнук Питер фон Сименс.

## Описание герба
В лазоревом щите серебряный корень петрушки (Petersilie) с такими же листьями. По бокам корня по золотой шестиконечной звезде.
Щит увенчан дворянским коронованным шлемом. Нашлемник: два лазоревых буйволовых рога, на их отверстиях по золотой шестиугольной звезде. Между рогами серебряный корень петрушки с листьями. Намёт: лазоревый, подложен справа серебром, слева золотом.

## Фотографии

Вернер Сименс
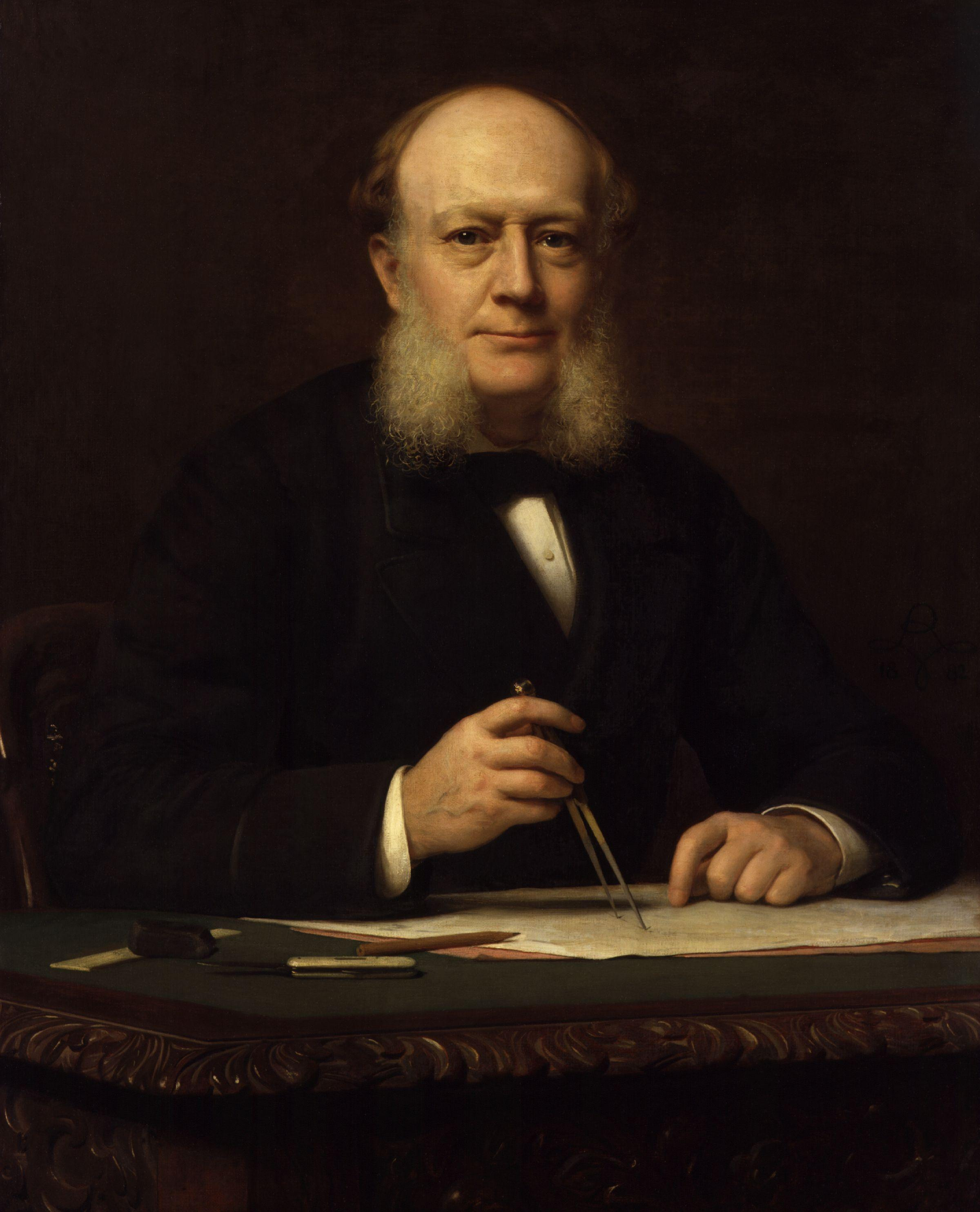
Вильгельм Сименс
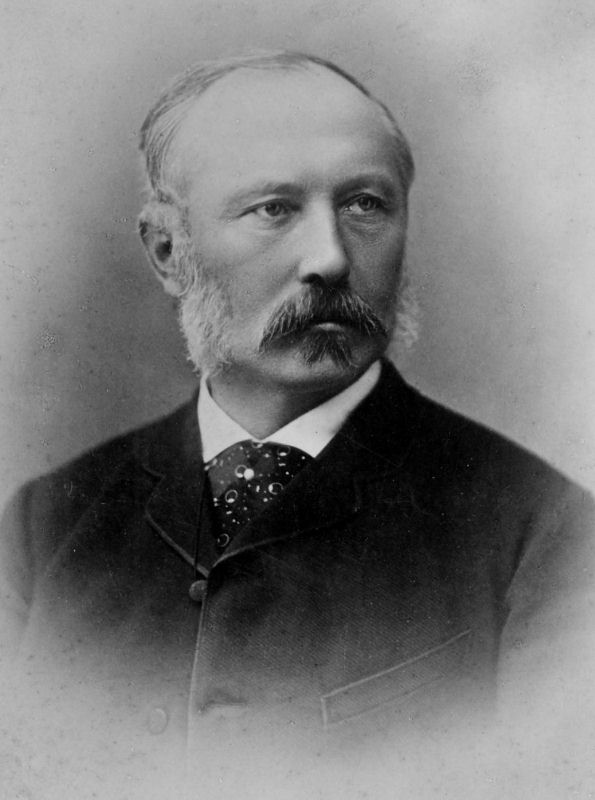
Карл Сименс